# 러셀 토비
러셀 토비(Russell Tovey, 1981년 11월 14일 ~ )는 잉글랜드의 배우이다.

## 출연 작품
- 굿 라이어 (2019)
- 더 히포퍼타무스 (2017)
- 죽어도 마인드혼 (2016)
- 더 패스 (2016)
- 배니쉬드 (2015)
- 루킹 2 (2015)
- 루킹 (2014)
- 에피 그레이 (2014)
- 무민 더 무비 (2014)
- 왓 리메인즈 (2013)
- 잡 랏 (2013)
- 블랙우드 (2013)
- 이즈 디스 어 조크? (2012)
- 워킹 더 도그스 (2012)
- 빙 휴먼 4 (2012)
- 허당 해적단 (2012)
- 타워블록 (2012)
- 그래버스 (2012)
- 빙 휴먼 3 (2011)
- 빙 휴먼 2 (2010)
- 휴즈 (2010)
- 로어 (2009)
- 빙 휴먼 1 (2009)
- 리틀 도릿 (2008)
- 위치우드 살인사건 (2008)
- 히스토리 보이스 (2006)
- 나의 특별한 동물 친구들 (2005)
- 황제의 새옷 (2001)
- 홀비시티 시즌1 (1999)
- 더 빌 (1984)